# Cecilia Wassén
Cecilia Wassén är professor i Nya testamentets exegetik vid Teologiska institutionen, Uppsala universitet.

## Forskning
Wasséns forskningsområde är den tidiga judendomen (ca 200 f.Kr.- 100 e.Kr.) och den tidiga Jesus-rörelsen i den judiska kontexten. Inom det området har Wassén framförallt gjort sig känd för sin forskning kring Dödahavsrullarna. Forskningen har bland annat berört hur kvinnor beskrivs i Dödahavsrullarna, och om uppfattningar om änglar och demoner och tempelmetaforik i Paulus brev och Dödahavsrullarna.